# Alexis Palisson
Alexis Palisson (Montauban, 9 settembre 1987) è un rugbista a 15 francese, estremo o anche tre quarti ala del Colomiers.

## Biografia
Figlio di Didier Palisson, rugbista anch'egli che fu campione di Francia nel 1986 con il Tolosa, Alexis crebbe a Isle (Alta Vienne) e progredì poi a Limoges; a 18 anni passò al Brive, club con il quale si mise in luce a livello internazionale.
Già internazionale a livello Under-18 e Under-19 (categoria al cui campionato mondiale ha preso parte), del luglio 2008 è l'esordio di Palisson in Nazionale francese, nel corso di un tour in Australia.
Con la Nazionale francese ha vinto il Sei Nazioni 2010 con il Grande Slam; dopo 6 stagioni nel Brive è giunto nel 2011 il trasferimento al Tolone.
Ha fatto parte della selezione francese alla Coppa del Mondo di rugby 2011 giunta fino alla finale.

## Palmarès
- Campionati francesi: 1
Tolone: 2013-14
- Heineken Cup: 2
Tolone: 2012-13, 2013-14